# Natalie Zea
Natalie Zea (Condado de Harris, 17 de março de 1975) é uma atriz estadunidense, mais conhecida por interpretar Karen Darling na série de televisão Dirty Sexy Money.

## Carreira
| Televisão | Televisão                | Televisão          | Televisão                                                   |
| Ano       | Programa                 | Papel              | Obs.                                                        |
| --------- | ------------------------ | ------------------ | ----------------------------------------------------------- |
| 2000      | D.C.                     |                    | Blame (1.4)                                                 |
| 2000–2002 | Passions                 | Gwen Winthrop (#2) | Personagem regular da série                                 |
| 2001      | CSI                      | Needra Fenway      | ep. "Gentle, Gentle" (1.19)                                 |
| 2002      | MDs                      | Fantasma           | ep. "R.I.P." (1.6)                                          |
| 2004      | The Shield               | Lauren Riley       | Papel recorrente (5 episódios)                              |
| 2005      | Two and a Half Men       | Colleen            | ep. "We Called It Mr. Pinky" (3.5)                          |
| 2005      | Eyes                     | Trish Agermeyer    | Personagem regular da série                                 |
| 2006      | Just Legal               |                    | ep. "The Rainmaker" (1.6)                                   |
| 2006      | Without a Trace          | Jennifer Nichols   | ep. "Crossroads" (4.24)                                     |
| 2006      | Freddie                  | Sally              | ep. "Freddie and the Hot Mom" (1.20)                        |
| 2007–2009 | Dirty Sexy Money         | Karen Darling      | Personagem regular da série                                 |
| 2009      | Medium                   | Sophie Cullen      | ep. "Deja Vu All Over Again" (6.1)                          |
| 2009      | Hung                     | Jemma              | Papel recorrente (4 episódios)                              |
| 2010      | Justified                | Winona Hawkins     | Estrela convidada (1.1), personagem regular da série (1.2-) |
| 2010      | The Defenders            | Meredith Kramer    | Papel recorrente (3 episódios)                              |
| 2010      | Law & Order: Los Angeles | Sarah Goodwin      | ep. "Hondo Field" (1.6)                                     |
| 2011      | Franklin and Bash        | Isabella Kaplowitz | ep. "She Came Upstairs to Kill Me" (1.2)                    |
| 2011      | Person of Interest       | Diane Hanson       | Piloto                                                      |
| 2011      | Royal Pains              | Judy               | ep. 1, 3ª temporada                                         |
| 2012      | Californication          | Carrie             | 3 episódios                                                 |
| 2013      | The Following            | Claire Matthews    | Regular                                                     |
| 2013      | Under the Dome           | Maxine Seagrave    | 1ª Temporada (3 episódios)                                  |
| 2017      | White Famous             | Amy Von Getz       | 4 episódios                                                 |

| Cinema | Cinema                   | Cinema                                           | Cinema      | Cinema         |
| Ano    | Filme                    | Título em português                              | Papel       | Obs.           |
| ------ | ------------------------ | ------------------------------------------------ | ----------- | -------------- |
| 1995   | Boys Don't Cry           |                                                  | Lana Tisdel | Curta-metragem |
| 1999   | Boys Don't Cry           | br: Meninos Não Choram pt: Os Rapazes Não Choram |             | Não-creditada  |
| 1999   | Lucid Days in Hell       |                                                  | Naomi       |                |
| 1999   | Macbeth in Manhattan     |                                                  | Samantha    |                |
| 2008   | From a Place of Darkness |                                                  | Brenda      |                |
| 2010   | The Other Guys           | br: Os Outros Caras pt: Agentes de Reserva       | Christinith |                |
| 2011   | InSight                  |                                                  | Kaitlyn     |                |